# Ротру, Жан
Жан Ротру́ (фр. Jean Rotrou; 21 августа 1609, Дрё — 28 июня 1650, Дрё) — французский поэт и драматург. В середине XVII века его пьесы пользовались успехом, сравнимым с успехом Корнеля.

## Биография
Ротру был выходцем из семьи судейских чиновников. Обучался праву в Нормандии и Париже, получил должность адвоката парижского парламента. Драматургией занялся между 1626 и 1628 годами. Наряду с Корнелем — к которому относился с восхищением, но не принял никакого участия в «Споре о „Сиде“» — пользовался покровительством со стороны Ришельё. Чрезвычайно плодовитый драматург, Ротру, видимо, создал менее чем за двадцать пять лет около полусотни пьес (сохранилось тридцать пять).
После 1639 года вернулся в родной город, где служил высокопоставленным чиновником. С декабря 1649 года в Дрё свирепствовала эпидемия тифа, которая унесла жизни десятой части всех горожан. Несмотря на увещевания родных и друзей, Ротру отказался покинуть город и стал жертвой эпидемии.
Французский кинорежиссёр Жан-Люк Годар в своём интервью 1992 года весьма язвительно отозвался о Ротру:

Были классики. Одни получше, другие похуже. Скверных классиков отвергали, примерно как сейчас, когда перестают читать Ротру, а Расина пока ещё читают…— 

## Творчество

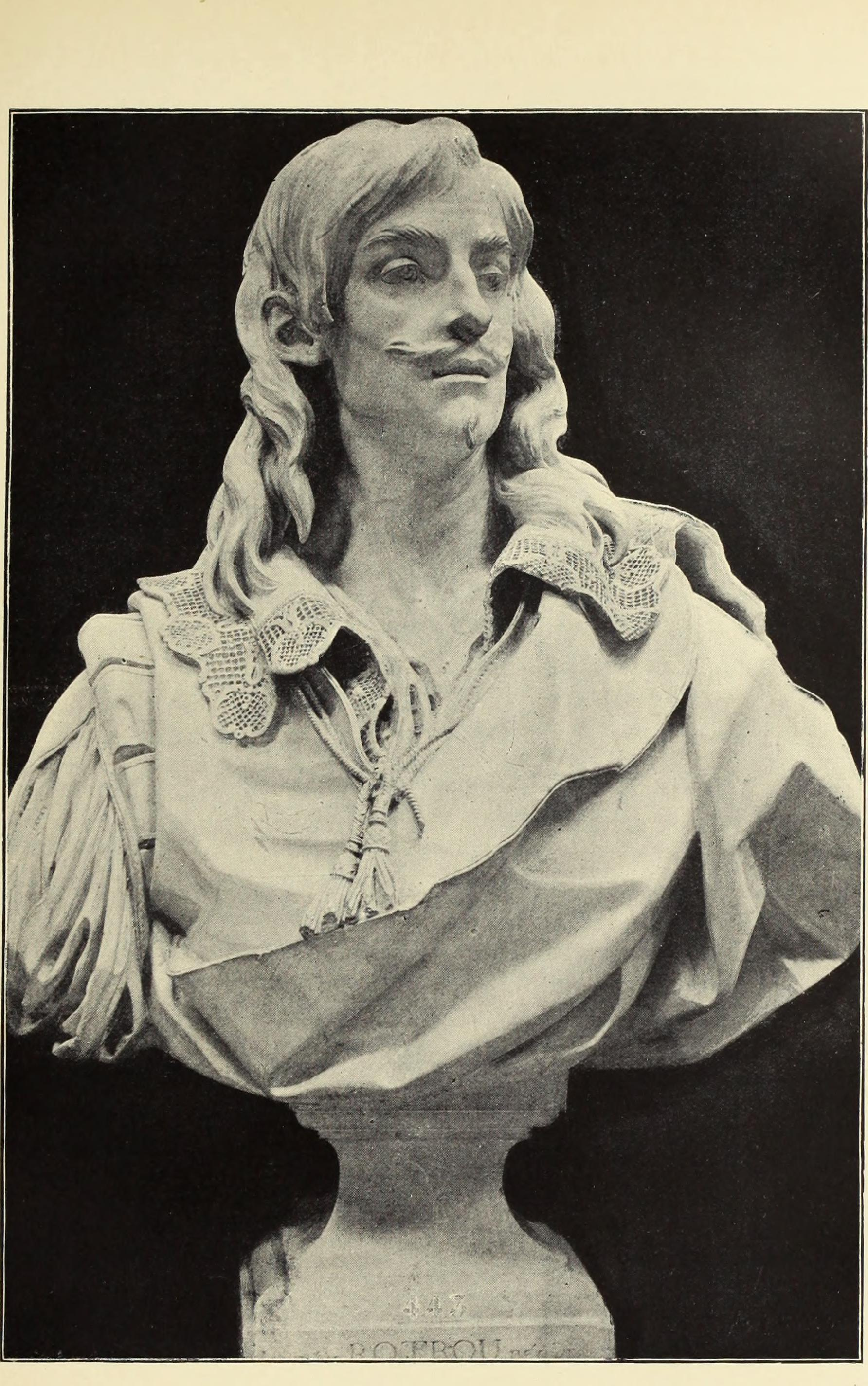
Бюст Ротру работы Каффиери.

Первая пьеса Ротру — «Ипохондрик» («L’Hypocondriaque») — была поставлена в 1628 году. Годом позже он подписал контракт с директором Бургундского отеля Бельрозом, в соответствии с которым театр брал на себя обязательство ставить все пьесы Ротру при условии, что тот не станет их публиковать. («И в этой самой зале когда-то славного Ротру они играли!» восклицает один из персонажей комедии Ростана «Сирано де Бержерак».
В 1636 году была принята новая, более мягкая формулировка договора, предоставлявшая драматургу почти полную свободу.
Ротру считается приверженцем испанской театральной традиции; большинство его пьес представляют собой подражания или переработки произведений Лопе де Веги, Рохаса и других испанских драматургов. В его творчестве доминируют трагикомедии (всего 17 пьес снабжено соответствующим подзаголовком). Кроме того, наряду с Корнелем Ротру возродил на французской сцене жанр комедии («Прекрасная Альфреда», La Belle Alphrède, 1636), писал пасторали («Диана», «Селимена»), трагедии в античном духе («Умирающий Геракл» по Сенеке, «Антигона» по Софоклу). Две из комедий Ротру представляют собой переложения пьес Плавта, причём одна из них — «Двое Созиев» (Les Sosies, 1638) — повлияла на Мольера в «Амфитрионе». В «Двоих Созиях» и «Умирающем Геракле» ощущается стремление к созданию регулярной классицистической пьесы (под влиянием Жана Шаплена). Однако в целом зрелищный сценический мир Ротру, не вписываясь в рамки классицистических правил, представляет собой феномен культуры барокко.
К наиболее известным пьесам Ротру относятся «Истинный Святой Генезий» (Le Veritable Saint Genest, впервые поставлен в 1646), «Венцеслав» (Venceslas, 1648) и «Хосров» (Cosroès, 1649). Первая из этих пьес основана на сакральной комедии Лопе де Веги «Истинное в притворстве» (1608) и отчасти навеяна «Полиевктом» Пьера Корнеля. Герой пьесы, древнеримский актёр Генезий, исполняя перед императором Диоклетианом роль казненного христианина-мученика (театр-в-театре), по ходу спектакля сам переживает религиозное обращение. Обнаружив это, император подвергает Генезия жестоким пыткам и казнит его.
Возможно, именно Ротру написал комедию «Алидор», рукопись которой была найдена в 1946 году. По другой версии, автор — Пьер Корнель.

### «Венцеслав»
Трагикомедия «Венцеслав» — переработка испанской комедии Франсиско де Рохаса Соррильи «Королю нельзя быть отцом». Коллизия пьесы соответствует излюбленному классицистами конфликту родительской любви и государственного долга. Принц Владислав, ослеплённый любовью, по ошибке убивает (вместо своего мнимого соперника) собственного брата, инфанта Александра. Король Венцеслав сначала намеревается казнить сына, а затем спасает его, отрекшись от трона и сделав Владислава своим наследником.

#### У Стендаля
Главный герой романа Стендаля «Красное и чёрное» Жюльен Сорель, приговорённый к смертной казни, припоминает цитату из «Венцеслава»:

Владислав:

…Душа моя готова.

Король (отец Владислава):

И плаха также. Неси главу свою.— 

#### В России
Вольный перевод первого акта трагикомедии (он был выполнен близким к декабристам поэтом А. А. Жандром по совету А. С. Грибоедова) вышел в России в 1825 году, отрывки из третьего акта — в 1830 году; остальная часть перевода утрачена. Ни постановка, ни полная публикация текста не были разрешены царской цензурой. Пьеса привлекла внимание Пушкина. В письме П. А. Катенину из Михайловского (первая половина сентября 1825 года) Пушкин писал: «Как ты находишь первый акт „Венцеслава“? По мне чудно-хорошо. Старика Rotrou, признаюсь, я не читал, по-гишпански не знаю, а от Жандра в восхищении».
Именно из неопубликованного четвёртого акта перевода Жандра позаимствовал Лермонтов эпиграф к одному из самых знаменитых своих стихотворений — «Смерть Поэта»:

Отмщенье, государь, отмщенье!

Паду к ногам твоим:

Будь справедлив и накажи убийцу,

Чтоб казнь его в позднейшие века

Твой правый суд потомству возвестила,

Чтоб видели злодеи в ней пример.
По словам известного историка литературы Николая Балашова, «чтобы понять всю трагическую силу эпиграфа, нужно иметь в виду, что король у Рохаса — Ротру не сумел разумно выполнить наказ: „Будь справедлив и накажи убийцу!“ — и был лишен власти восставшим народом». Эпиграф был воспринят Николаем I как величайшая дерзость, тем более что в намерения царя вовсе не входила столь суровая расправа с Дантесом. Можно сказать, что именно эпиграф, наряду с заключительной частью стихотворения, явился одной из причин ареста и ссылки Лермонтова.

## В скульптуре
Согласно мемуаристу Батисту Фори, в 1870-е годы драматург Эмиль Ожье рассказывал ему и И. С. Тургеневу следующую историю: 

«Взгляните, — говорил нам Эмиль Ожье, — на бюст Ротру в фойе Комеди Франсез. Когда его заказали знаменитому Каффиери, почти через сто лет после смерти Ротру, тот не располагал никакими данными о внешности драматурга. Что же он сделал? Он встретил на улице великолепного грузчика, сговорился с ним, тот ему позировал; и с этой-то модели был высечен бюст, являющийся шедевром. Признайтесь, — прибавил Ожье в виде заключения, — что если Ротру и не был похож на этот бюст, что вполне вероятно, ну что ж! Тем хуже для Ротру!»— Батист Фори. Фрагмент воспоминаний.

## Влияние
- Сюжет «Ипохондрика» был использован Гёте в необычной «психотерапевтической» музыкальной пьесе «Лила» (1777).
- Название обширного эссе Жан-Поля Сартра о скандально известном писателе Жане Жене (1952), задуманного как введение к собранию сочинений Жене, отчасти позаимствовано у Ротру: «Святой Генезий, комедиант и мученик».